# Slovník českých spisovatelů
Slovník českých spisovatelů je kniha encyklopedického charakteru, jejímž autorem byl kolektiv autorů Ústavu pro českou literaturu ČSAV v roce 1964. Jsou v něm základní data o několika stovkách českých spisovatelů od nejstarších dob do roku 1963.

## Data o knize knihy
Kniha byla zpracována patnácti autory z Ústavu pro českou literaturu ČSAV. Mimo psaných hesel obsahuje také řadu černobílých, poměrně malých fotografií s portréty spisovatelů. Uzávěrka dat a vydání byla k 31. prosinci 1963. Vydalo ji nakladatelství Československý spisovatel jako svou 2319 publikaci v roce 1964. Kniha má 629 stran a 40 stran příloh, vytištěna byla v Brně v nákladu 27 000 výtisků. Je vázaná, obal bílý, na titulní straně kresba okřídleného Pegase. Formát je zhruba A5. Prodejní cena byla 45 Kč.. 

## Členění obsahu
Na počátku je předmluva, kde je popsáno, na které obdobné publikace slovník navazuje. Je zde zdůvodnění, proč jsou hesla řazena, proč zde nejsou všichni spisovatelé všech dob, jsou vypsáni všichni autoři knihy, zdroje, pomocné státní organizace.
Vlastní náplň knihy jsou hesla seřazená abecedně, nijak nečleněná do jiných celků. Prvním heslem je Daniel Adam z Veleslavína, posledním Franta Župan.
Na konci knihy jsou poznámky, seznam zkratek, obsáhlé rejstříky, úplně na konci pak tiráž knihy.